# Žofie Hedvika Sasko-Merseburská
Žofie Hedvika Sasko-Merseburská (4. srpna 1660 Merseburg – 2. srpna 1686 Saalfeld) byla sňatkem sasko-saalfeldskou vévodkyní.
Narodila se v Merseburgu jako osmý potomek sasko-merseburského vévody Kristiána a jeho manželky Kristíny Šlesvicko-Holštýnsko-Sonderbursko-Glücksburské. Ve svém rodném městě se 18. února 1680 provdala za sasko-saalfeldského vévodu Jana Arnošta. Přestože se jim narodilo pět dětí, dospělosti dosáhly jen dvě z nich.
- 1. Kristína Žofie (14. 6. 1681 Saalfeld – 3. 6. 1697 tamtéž)[1][2]
- 2. mrtvě narozená dcera (*/† 6. 5. 1682 Saalfeld)[3]
- 3. Kristián Arnošt (18. 8. 1683 Saalfeld – 4. 9. 1745 tamtéž), vévoda sasko-kobursko-saalfeldský od roku 1729 až do své smrti[4][5]
⚭ 1724 Kristína Frederika von Koß (24. 8. 1686 Saalfeld – 15. 5. 1743 tamtéž), morganatické manželství[6][7]
- 4. Šarlota Vilemína (14. 6. 1685 Coburg – 5. 4. 1767 Hanau)[8]
⚭ 1705 Filip Reinhard Hanau-Münzenberský (2. 8. 1664 Rheinau – 4. 10. 1712 Hanau), hrabě z Hanau-Münzenbergu[9]
- 5. mrtvě narozený syn (*/† 2. 8. 1686 Saalfeld)[10]

Žofie Hedvika zemřela na následky těžkého porodu v srpnu 1686 ve věku 25 let v Saalfeldu. Po její smrti se vévoda Jan Armošt roku 1690 znovu oženil a měl dalších osm dětí.